# Joseph Hansson
Joseph Hansson, född 1707 eller 1708, död 1784, var en svensk politiker samt Bondeståndets talman.

## Biografi
Josef Hansson var ägare till flera säterier, gårdar och sågverk i Kinds härad, och valdes 1740 till riksdagsman för detta härad. Hansson var född på gården Qvarsebo i Mossebo Församling, i nuvarande Tranemo kommun. Han flyttade och blev arrendator och klockare till Mossebo kyrkas Stomhemman. Han nöjde sig inte med kyrkas förfall och när Prosten Kjerrulf ville renovera så ville han bygga nytt. Hansson som var en driftig man och sökte stöd hos Gustav III som han var nära bekant med. Han fick till en rikskollekt för kyrkbygget. Kyrkan blev byggd 1773-76 och prosten Kjerrulf fick finna sig i att Joseph Hansson med sitt stora inflytande i riksdagen vann den bittra striden. Originalporträttet hänger i Mossebo kyrka som ett minne över hans liv och gärning. En förminskad bild på Gustav III kröning där Hansson är avbildad intill kungen är uppsatt i hans förra hem, Stommen.
Hansson var medlem av bondeståndet vid alla riksdagar fram till frihetstidens slut, utom 1769/70, då valet underkändes med motivering att Josef Hansson innehade säteriegendom. Han tillhörde mösspartiet, och besegrade 1765 Olof Håkansson vid talmansvalet. Vid riksdagen 1771/72 blev Josef Hansson åter talman.